# Neso castaneus
Neso castaneus är en skalbaggsart som beskrevs av Lea 1920. Neso castaneus ingår i släktet Neso och familjen Melolonthidae. Inga underarter finns listade i Catalogue of Life.